# Rio Cernele
O Rio Cernele é um rio da Romênia, afluente do Horezu, localizado no distrito de Vâlcea.